# Brest Sentinels
I Brest Sentinels sono una squadra di football americano di Brėst, in Bielorussia, fondata nel 2013.

## Dettaglio stagioni

### Tornei nazionali

#### Campionato

##### Campionato bielorusso
| Stagione | regular season | regular season | regular season | regular season | regular season | regular season | playoff | playoff | playoff | playoff | playoff | playoff   | playoff    |
|          | Vin            | Par            | Per            | Tot            | PF             | PS             | Vin     | Per     | Tot     | PF      | PS      | risultato | avversaria |
| -------- | -------------- | -------------- | -------------- | -------------- | -------------- | -------------- | ------- | ------- | ------- | ------- | ------- | --------- | ---------- |
| 2019     | 0              | 0              | 3              | 3              | 0              | 63             | -       | -       | -       | -       | -       | -         | -          |
| Totale   | 0              | 0              | 3              | 3              | 0              | 63             | -       | -       | -       | -       | -       |           |            |

Fonti: Enciclopedia del Football - A cura di Roberto Mezzetti

### Tornei internazionali

#### Monte Clark Cup
| Stagione | regular season | regular season | regular season | regular season | regular season | regular season | playoff | playoff | playoff | playoff | playoff | playoff     | playoff     |
|          | Vin            | Par            | Per            | Tot            | PF             | PS             | Vin     | Per     | Tot     | PF      | PS      | risultato   | avversaria  |
| -------- | -------------- | -------------- | -------------- | -------------- | -------------- | -------------- | ------- | ------- | ------- | ------- | ------- | ----------- | ----------- |
| 2017     | 3              | 0              | 1              | 4              | 65             | 37             | 1       | 1       | 2       | 45      | 55      | Terzo posto | Kiev Rebels |
| Totale   | 3              | 0              | 1              | 4              | 65             | 37             | 1       | 1       | 2       | 45      | 55      |             |             |

Fonti: Enciclopedia del Football - A cura di Roberto Mezzetti